# San Andreas Fault Observatory at Depth

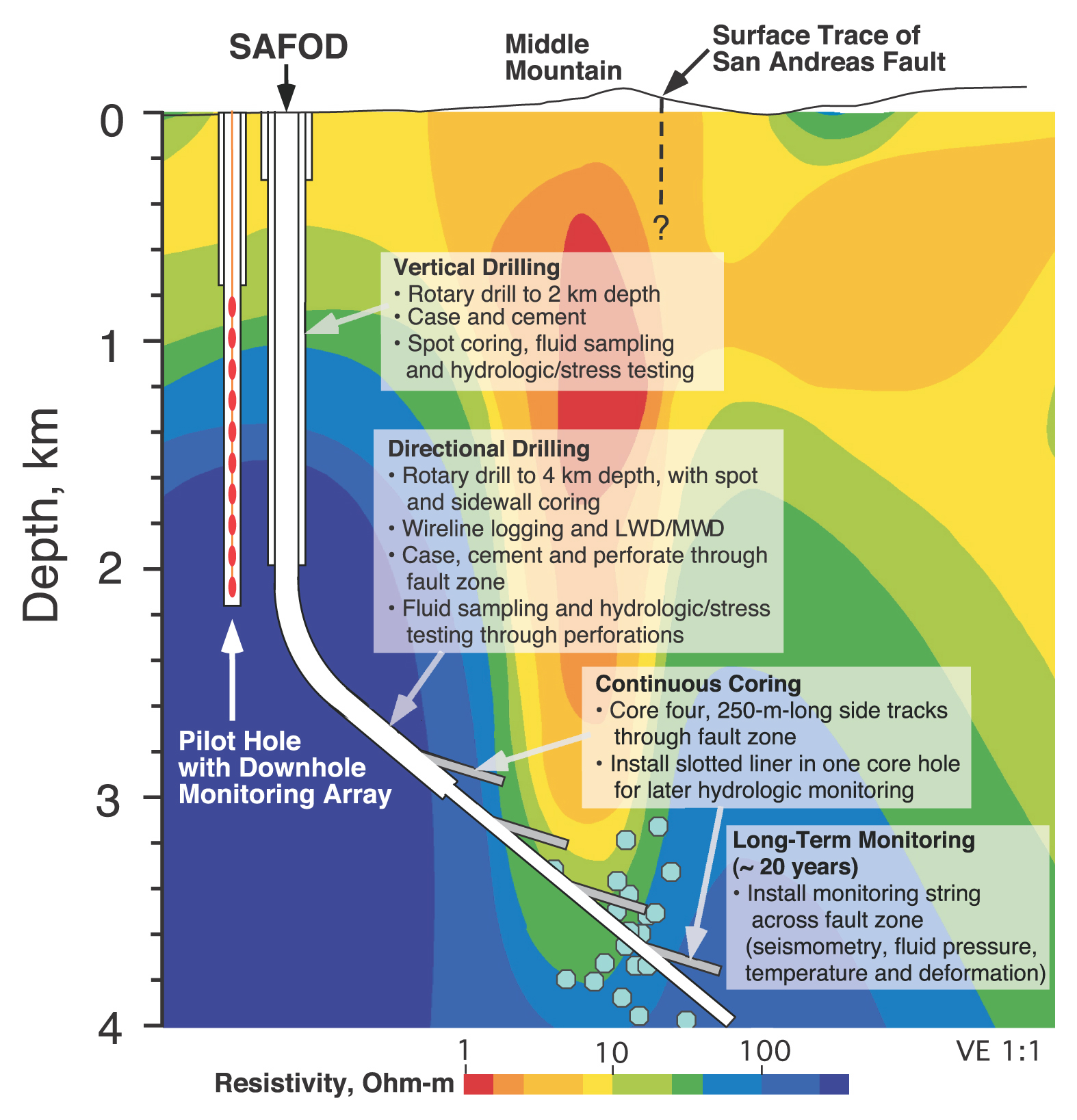
Schematische Darstellung der SAFOD Bohrung mit der Vorbohrung (pilot hole)

Das SAFOD Tiefenobservatorium (San Andreas Fault Observatory at Depth) ist eine Tiefbohrung in der Nähe von Parkfield (Kalifornien), die zur dauernden Untersuchung der San-Andreas-Verwerfung dient, die die Ursache vieler Erdbeben in der Region ist.
Die Bohrungen wurden ab 2004 und 2005 niedergebracht und erreichten eine Tiefe von etwa ~3,4 km. Die Hauptbohrung wurde in mehrere Schritte geteilt, im ersten Abschnitt (Phase 1) wurde senkrecht bis 1494 m Tiefe gegangen, anschließend wurde im Sommer 2005 (in Phase 2) die Bohrung angewinkelt, um bei etwa 3 km Tiefe hinter die Verwerfung zu kommen. Nachfolgend (Phase 3) wurden von der Hauptbohrung abgehende Bohrproben genommen, die zusammen 1585 m an Kernbohrungen umfassten. Diese Arbeiten dauerten bis 2007, anschließend wurden Messgeräte in das Bohrloch eingebracht, die eine ständige Überwachung der Verwerfung in großer Tiefe erlauben.
Die Daten des SAFOD Tiefenobservatoriums stehen frei zur Verfügung, als Hauptquelle fungiert das Northern California Earthquake Data Center an der U.C. Berkeley.
Koordinaten: 35° 58′ 27,1″ N, 120° 33′ 7,8″ W